# Magyarbóly
Magyarbóly è un comune dell'Ungheria di 1.020 abitanti (dati 2008) situato nella contea di Baranya, nella regione Transdanubio Meridionale.